# Grb Zapadne Sahare
Grb Zapadne Sahare je kreirao pokret za nezavisnost Zapadne Sahare. Sastoji se od dvije puške u centralnom dijelu na kojima se viore dvije zastave Zapadne Sahare. Iznad njih se nalazi crveni polumjesec i zvijezda, simbol Islama. Oko grba su dvije maslinove grane, a ispod traka s natpisom na arapskom: "حرية ديمقراطية وحدة" (Sloboda, Demokracija, Jednakost).

## Također pogledajte
- Zastava Zapadne Sahare